# Jumps, Giggles and Shouts
Jumps, Giggles and Shouts är Astreams andra studioalbum, utgivet 1997 på Bad Taste Records.

## Låtlista
Där inte annat anges är låtarna skrivna av Champ Asenov.
1. "Macho Things"
2. "House of Slim Perfection"
3. "Rob Halford, Eddie the Monster and Me"
4. "Try Again" (Mark James)
5. "When I Reach the Age of Shaving"
6. "No Poet in Misery"
7. "Suspicious Minds"
8. "Meeting by the Crossroads"
9. "Girlfirends" (Mia)
10. "...And Then There Was Nothing"
11. "Baldy"
12. "Relationshit"
13. "Creation of the Devil"

## Personal
- Ante - trummor
- Champ Asenov - bas, sång
- Coolidge Productions - formgivning
- Hasse Månsson - trumtekniker
- Jatte - gitarr (spår 3), mastering, inspelningstekniker, producent
- Mia - gitarr
- Peter Dahl - mastering
- Robban - gitarr
- Robert Jelinek - producent, inspelningstekniker, tamburin (3), orgel (8), sång (8)
- Stefan Wulff - fotografi

### Fotnoter
1. ↑  ”Jumps, Giggles and Shouts”. Discogs.com. http://www.discogs.com/Astream-Jumps-Giggles-And-Shouts/release/1394993. Läst 4 januari 2012.